# François Xavier de Schwarz
François Xavier de Schwarz, o anche François-Xavier-Nicolas Schwartz (Hernwiess, 8 gennaio 1762 – Sainte-Ruffine, 9 ottobre 1826), è stato un generale francese.

## Biografia
Si arruolò nell'esercito francese nel 1776. Divenne quindi ufficiale di cavalleria nel corso delle guerre rivoluzionarie francesi, combattendo nel 2º Reggimento Ussari in numerose azioni fra le quali le battaglie di Jemappes, Fleurus e Neuwied.
Dopo essere stato catturato nel corso della fallita invasione dell'Irlanda, fu promosso comandante del 5º Reggimento Ussari. Egli condusse il reggimento nelle guerre della seconda coalizione, distinguendosi in particolare nelle battaglie di Hohenlinden e di Austerlitz.
Divenne generale di brigata dopo le battaglie di Prenzlau e di Golymin. Inviato in Spagna, nel corso della guerra d'indipendenza spagnola, subì le sconfitte in Catalogna, di Passo di El Bruc e Manresa. Nel settembre del 1810, durante la Battaglia di La Bisbal venne catturato dalle truppe spagnole del generale O'Donnell, rimanendo prigioniero in Inghilterra fino alla fine delle guerre napoleoniche.
Durante la carriera ricevette numerose decorazioni fra le quali quella della Legion d'onore, di cui fu prima Ufficiale (1804) e poi Comandante (1805), dell'Ordine militare di Massimiliano Giuseppe di Baviera e, a restaurazione avvenuta, quella dell'Ordine di San Luigi. Ebbe inoltre la dignità di Barone dell'Impero.